# Kaiser Motors
Kaiser Motors (inicialmente Kaiser-Frazer) Corporation fue un fabricante de automóviles estadounidense con sede en Willow Run, Míchigan, activo entre 1945 y 1953. En 1953, Kaiser se fusionó con Willys-Overland para formar Willys Motors Incorporated, trasladando sus operaciones de producción a la planta de Willys en Toledo (Ohio). La empresa cambió su nombre a Kaiser Jeep Corporation en 1963.

## Historia

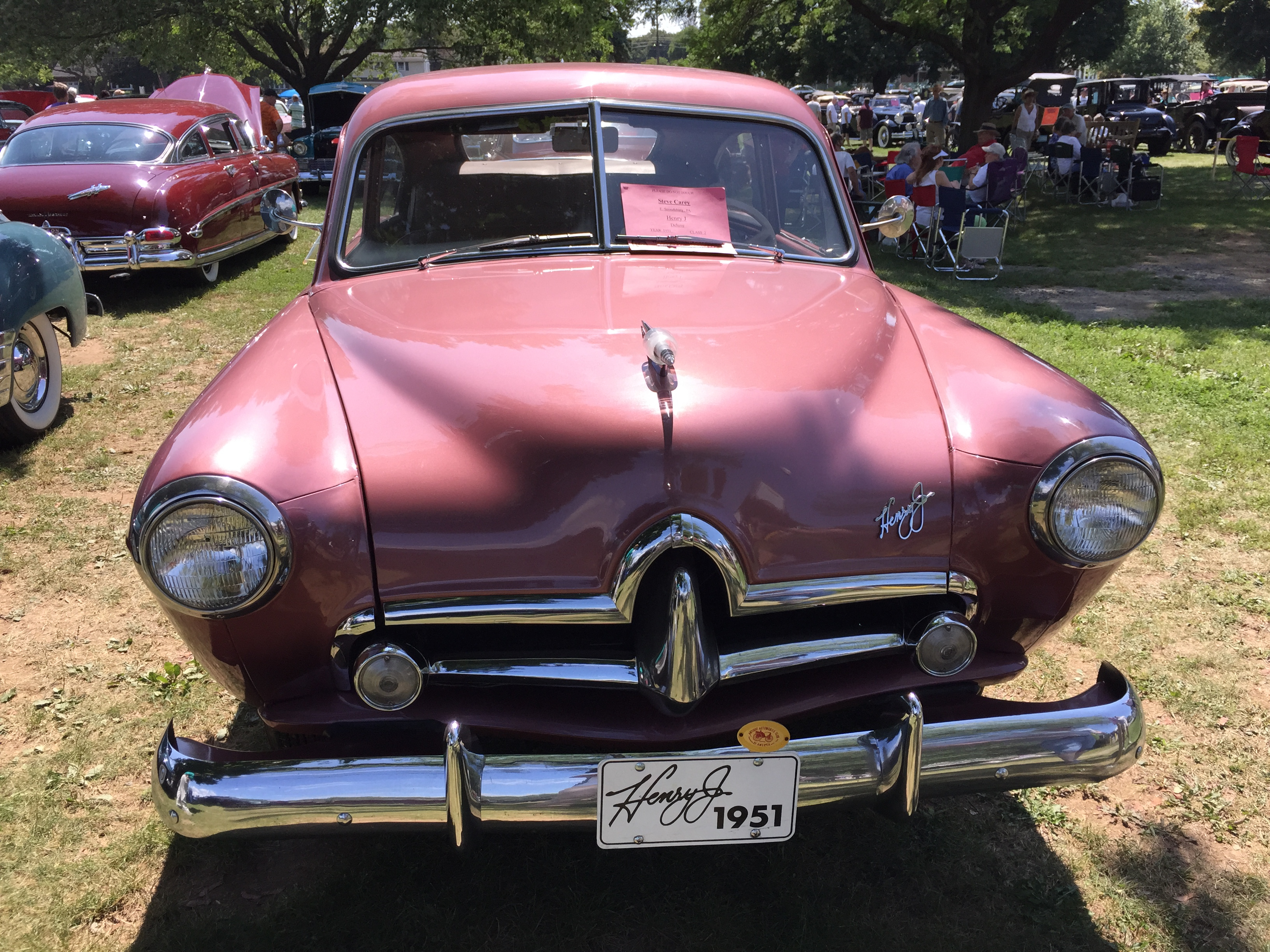
Modelo Henry J de 1951

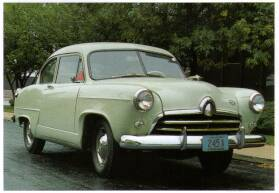
Allstate (1952)

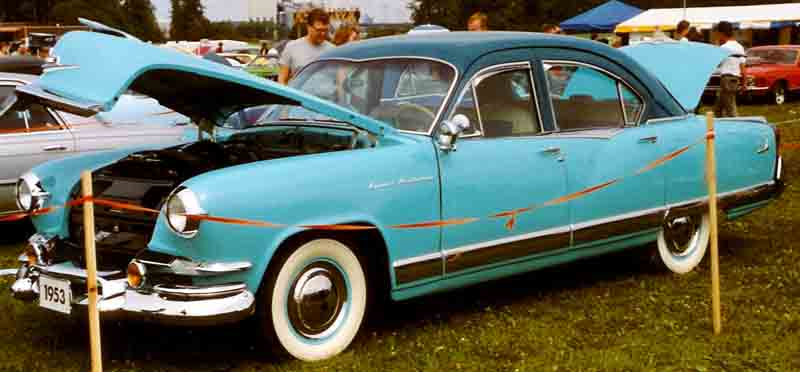
Kaiser Manhattan (1953)

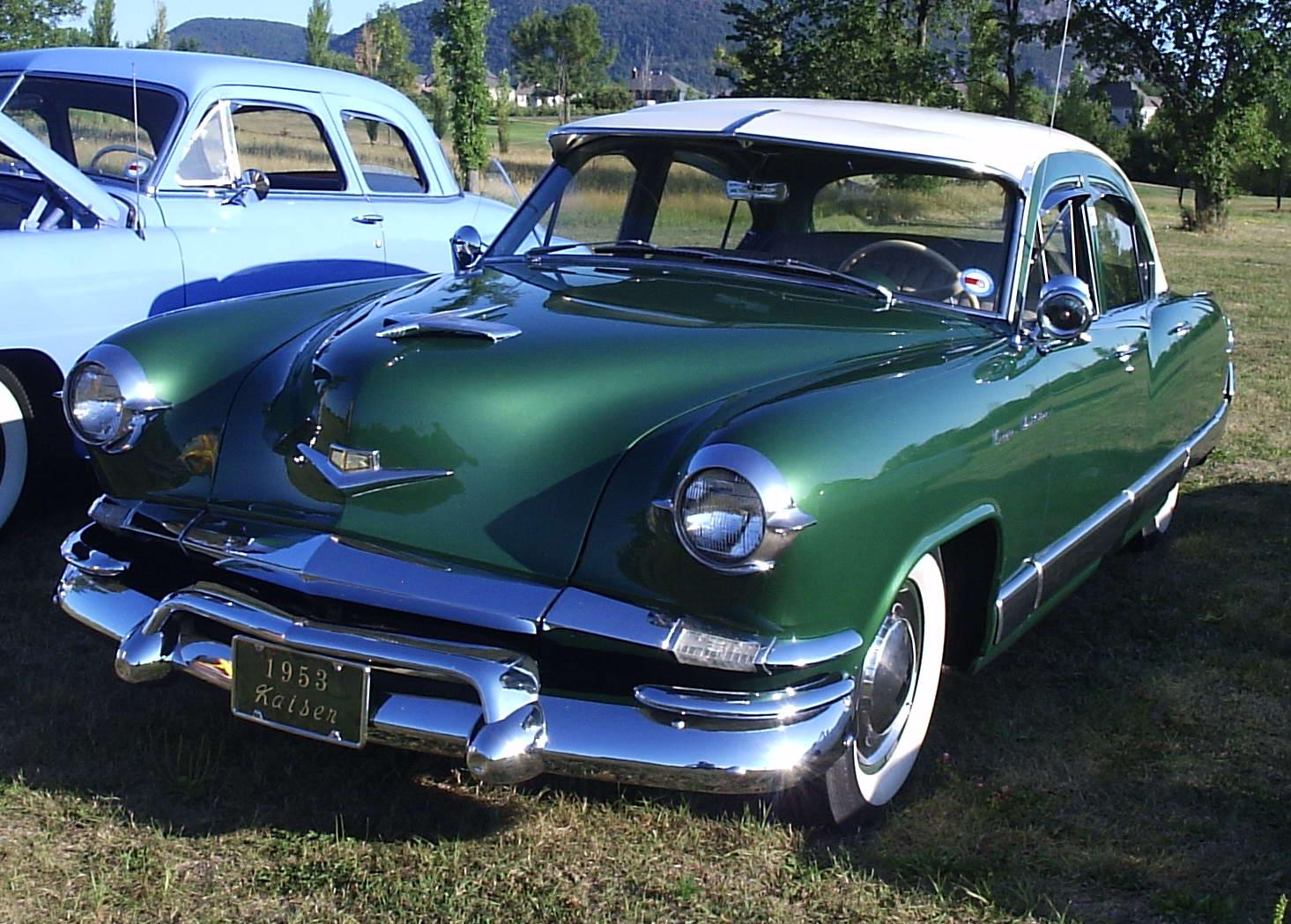
Kaiser Custom 6 (1953)

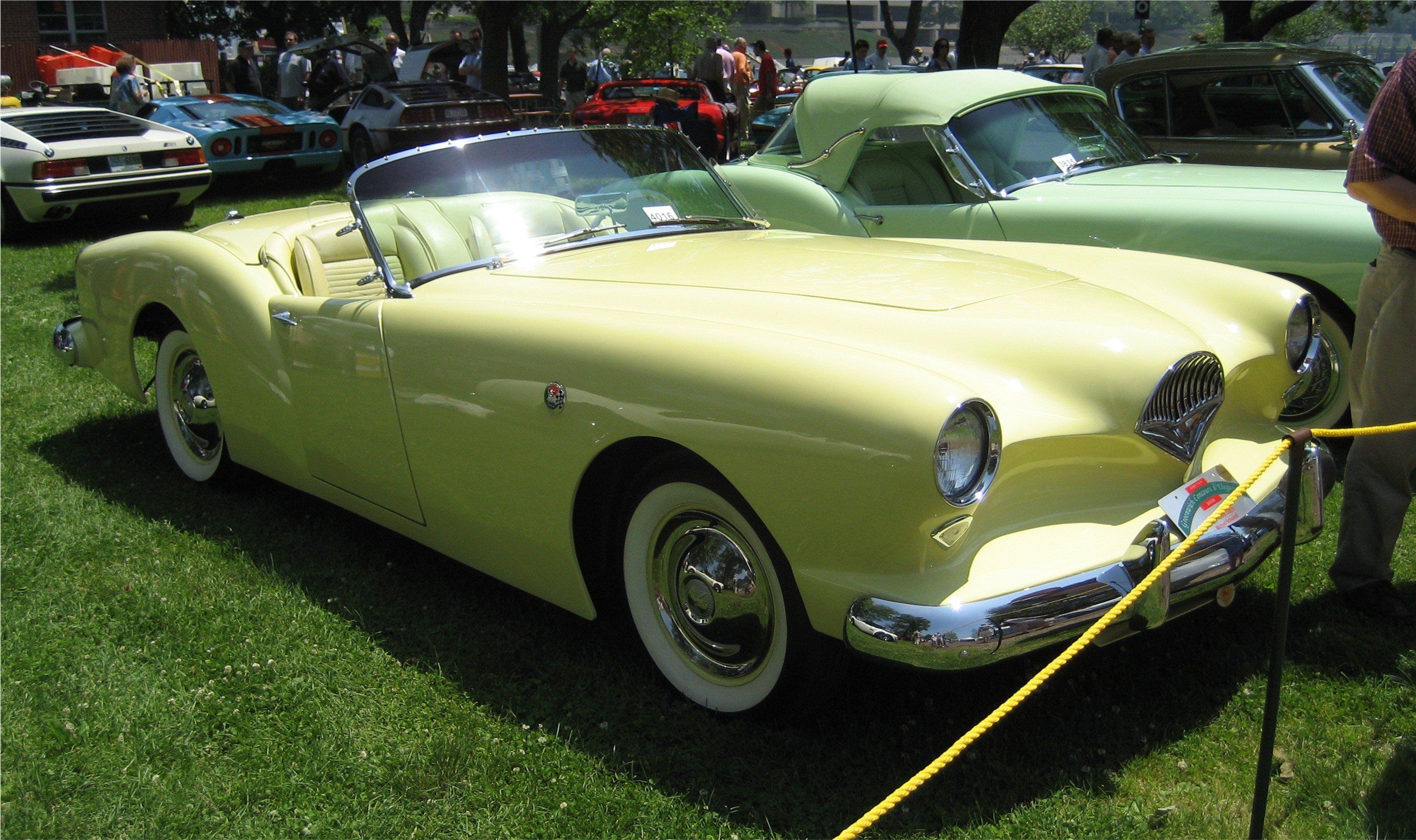
Kaiser Darrin (1954)

Kaiser-Frazer Corporation se estableció en agosto de 1945 como una compañía conjunta formada entre la  empresa Henry J. Kaiser Company y la Graham-Paige Motors Corporation. Tanto Henry John Kaiser, un industrial radicado en California, como Joseph W. Frazer, director ejecutivo de Graham-Paige, querían introducirse en el negocio del automóvil a gran escala y aunaron sus recursos y talentos para hacerlo. Menos de un año después de la formación de Kaiser-Frazer, los primeros automóviles de las marcas Kaiser y Frazer se estaban produciendo en Willow Run, Míchigan, sede de Kaiser-Frazer y de Graham-Paige. A finales de 1946, más de 11.000 automóviles Kaiser y Frazer en total, se entregaron a concesionarios y distribuidores; muchos de ellos siendo vendidos a propietarios minoristas. Durante el verano de 1948, el coche número 300.000 salió de la línea de producción.
En 1950, Kaiser-Frazer comenzó la producción de un nuevo automóvil compacto, el Henry J y finalizó la producción del modelo Frazer; ambas marcas eran automóviles para el año 1951. En 1952 y 1953, Kaiser-Frazer le proporcionó a los almacenes Sears, Roebuck and Company automóviles de la marca Allstate que el minorista vendió a través de sus propios concesionarios. Los coches, basados en los modelos Henry J que estaban vendiendo los concesionarios Kaiser-Frazer, figuraban en el catálogo de Sears, pero el coche no se podía comprar por correo.
En el Salón del Automóvil de Nueva York de 1953, Kaiser-Frazer anunció que produciría un automóvil deportivo con carrocería de fibra de vidrio, llamado Kaiser-Darrin-Frazer 161 (el automóvil tenía un motor de seis cilindros de 161 pulgadas cúbicas (2,6 L) y estaba diseñado por el estilista Howard "Dutch" Darrin, que también fabricó los automóviles Kaiser & Frazer de 1947-1948, así como los automóviles Kaiser de 1951). Este vehículo entró en producción en enero de 1954 y se vendió como Kaiser Darrin. La producción del Allstate terminó durante 1953, y los últimos automóviles Henry J se construyeron a finales de 1953 como modelos del año 1954. El automóvil deportivo estuvo en producción solo durante el año 1954 y los últimos Kaiser se produjeron en Estados Unidos durante el modelo del año 1955. Se produjeron cerca de 760.000 automóviles, de todas las marcas y modelos, entre mayo de 1946 y septiembre de 1955.
Si bien las ventas fueron inicialmente fuertes debido a un público hambriento de automóviles, la compañía no tenía los recursos para sobrevivir a la competencia a largo plazo de los "Tres Grandes" de Detroit: GM, Ford y Chrysler. El diseño original de Kaiser-Frazer era distintivo y fresco, pero la empresa no pudo mantener el precio que necesitaba para mantener el éxito a largo plazo. Sin embargo, los problemas de la empresa comenzaron ya en 1948. Ese año, Joseph Frazer dimitió como presidente de Kaiser-Frazer, pero permaneció en el puesto como un "pato cojo" (expresión utilizada para denominar a alguien que ya se sabe que va a dejar un cargo) hasta abril de 1949, cuando el hijo mayor de Henry J. Kaiser, Edgar, se hizo cargo de la presidencia de la empresa. Esto se debió en parte a que Frazer le había advertido a Kaiser de que no preparara 200.000 vehículos de los modelos del año 1949, al darse cuenta de que no podían competir contra los coches nuevos de los tres grandes que saldrían ese año. Desafortunadamente, Kaiser no hizo caso de la advertencia, asegurando que "los Kaiser nunca se echan atrás". Solo se vendieron 58.000 unidades ese año. La marca Frazer desapareció después de los modelos de 1951. Joseph Frazer permaneció como consultor de ventas y vicepresidente de la junta de Kaiser-Frazer hasta 1953.
En la asamblea anual de accionistas de 1953, el nombre de Kaiser-Frazer Corporation se cambió de acuerdo con el voto de los accionistas a Kaiser Motors Corporation. Poco antes de la reunión, la división Kaiser Manufacturing Corporation de Kaiser-Frazer llegó a un acuerdo para comprar ciertos activos (y asumir ciertos pasivos) de Willys-Overland Corporation, fabricantes de los automóviles Willys y los vehículos Jeep. La compra fue realizada por la empresa subsidiaria de propiedad total de Kaiser-Frazer, Kaiser Manufacturing Corporation. Después de completar la adquisición, Kaiser Manufacturing Corporation cambió su nombre a Willys Motors, Incorporated. A finales de 1953 y 1954, las operaciones de Kaiser Motors en Willow Run, Míchigan, se cerraron o se trasladaron a las instalaciones de Willys en Toledo, Ohio.
Kaiser-Frazer pudo llegar a acuerdos con General Motors no solo para comprar transmisiones automáticas GM Hydramatic, sino que también firmó un acuerdo para los motores Rocket 88 de Oldsmobile (con la potencia rebajada) con entregas a partir del modelo del año 1952. El acuerdo dependía de que Olds pudiera expandir su planta de producción de motores en Lansing, Míchigan; pero esa expansión se canceló debido a las restricciones de expansión de fábricas establecidas por el gobierno debido a las necesidades militares durante la guerra de Corea. Kaiser-Frazer tenía su propio programa de desarrollo de motores V8 que se prosiguió hasta 1949 pero, como los ingenieros principales del equipo declararían después a la Sociedad de Ingenieros Automotrices (SAE), encontraron que su trabajo conducía a un "callejón sin salida" y no se podría fabricar como un motor de producción en serie. Los automóviles Frazer, como modelos de lujo y de precio medio superior, terminaron sufriendo problemas de ventas debido a las condiciones cambiantes del mercado, al igual que Hudson y Studebaker durante la década de 1950. El Henry J, aunque era una idea bien orientada, se vio obstaculizado por varios requisitos gubernamentales derivados de un préstamo de recapitalización que el gobierno otorgó a la empresa en el otoño de 1949. Los acuerdos laborales de Kaiser-Frazer dieron como resultado que la empresa pagara la mayor cantidad en salarios de cualquier fabricante de automóviles estadounidense, con una tasa de productividad de solo el 60-65% a cambio. Kaiser trató de solucionar sus deficiencias con mejoras como elaborados interiores de diseño con elegantes tableros y tapizados. Una línea de sedanes "Traveler" con el maletero conectado al interior del automóvil fue un intento improvisado de comercializar un modelo para competir con los diseños estándar de automóviles familiares.
A finales de 1955, el equipo directivo de la Henry J. Kaiser Company utilizó Kaiser Motors Corporation para crear una nueva sociedad de cartera que englobaba las diversas actividades industriales de Kaiser. El nombre de Kaiser Motors se cambió a Kaiser Industries Corporation y funcionó como una sociedad de cartera para varias participaciones comerciales de Kaiser, incluida Willys Motors Incorporated.
La producción estadounidense de automóviles de turismo Kaiser y Willys cesó con los modelos del año 1955, pero la producción de Willys Jeeps en Toledo, Ohio, continuó adelante. Kaiser mantuvo la producción de automóviles en Argentina bajo la compañía Industrias Kaiser Argentina (IKA) establecida en Santa Isabel. La producción de automóviles de pasajeros localizada en Córdoba y Willys-Overland Motors se trasladaron a Brasil bajo la compañía Willys-Overland do Brasil, utilizando las matrices que se emplearon anteriormente en los Estados Unidos hasta bien entrada la década de 1960.
La compañía cambió su nombre a Kaiser Jeep en 1963. En 1969, Kaiser Industries decidió dejar el negocio de los automóviles, que fue vendido a American Motors Corporation (AMC) en 1970. Como parte de la transacción, Kaiser adquirió una participación del 22% en AMC, de la que posteriormente se desprendió. Incluido en la venta estaba la General Products Division, que Kaiser había comprado a Studebaker en 1964 cuando se preparaba para dejar el negocio de automóviles. AMC cambió el nombre de la división AM General, que todavía opera hoy, conocida por fabricar el Humvee y el Hummer H1 civil.

## Vehículos
- Kaiser, incluye sedanes Deluxe, Carolina, Traveller, Dragon y Manhattan.
- Frazer incluye sedanes Standard, Deluxe y Manhattan, así como el hatchback Vagabond.
- Henry J, un automóvil económico pequeño que incluye el Corsair y el Vagabond.
- Darrin, el primer auto deportivo de fibra de vidrio producido en serie en los Estados Unidos, superando al Corvette en el mercado por un mes. Presentaba un diseño único de "puerta bolsillo", unas puertas que se abrían deslizándose horizontalmente hacia el guardabarros delantero del automóvil. Solo se fabricaron 435 unidades para el modelo del año 1954.
- Willys-Overland Motors, que incluye el "Aero-Willys" y todos los niveles secundarios de equipamiento como Aero-Lark, o Aero Ace.
- Jeep, incluidos el Willys MB (Jeep militar), camionetas, CJ-5 Jeep (Jeep civil) y las marcas Wagoneer y Jeepster de todos los familiares de acero.
- Allstate, diseñado para venderse a través de los grandes almacenes Sears-Roebuck en el sur de los Estados Unidos. Era un Henry J ligeramente rediseñado. Estaban equipados con sus propios productos Allstate (llantas, batería...). Los modestos cambios de estilo que distinguen al Allstate del Henry J fueron ideados por Alex Tremulis, el codiseñador del Tucker Torpedo.